# Croton aequatoris
Espèce
Classification APG III (2009)
Croton aequatoris est une espèce de plantes à fleurs du genre Croton et de la famille des Euphorbiaceae originaire d'Équateur.